# جازيف أنودي
جازيف أنودي (بالمجرية: Ónody József)‏ (12 سبتمبر 1882 – 17 أبريل 1957) هو سبّاح مجري راحل، مثّل بلاده في الألعاب الأولمبية الصيفية 1908.

## روابط خارجية
جازيف أنودي على موقع أوليمبيديا (الإنجليزية)